# 下間頼言
下間 頼言（しもつま らいげん）は、戦国時代の武将、本願寺の僧侶。

## 略歴
天文5年（1536年）までに本願寺へ出仕、同年奏者に就任した。また同族で下間氏宗家当主の下間頼総の名代である下間頼治・下間真頼が天文20年（1551年）・翌天文21年（1552年）に相次いで没したため、天文21年に本願寺10世法主証如の命令で彼等の後を継ぎ、再従兄弟の下間頼資と共に名代を務めた。証如の側近・実従の日記『私心記』の天文20年12月6日条で、頼言が鉄砲で撃ち落とした雁を実従に献上し、雁汁がふるまわれたことが書かれている。
11世法主顕如の代では頼総・頼資や弟の下間頼良も奏者に加わり、4人で奏者を務めた。奏者就任については、父頼次も奏者だったこと、祖父の下間光宗が8世法主蓮如に伺候していたこと、妻（叔父の下間頼清の娘で従姉妹）も証如の母鎮永尼に伺候していたことが影響していたとされる。
天文24年（1555年）6月、朝倉方は朝倉宗滴（教景）を大将として江沼郡への大規模な侵攻を行なった。7月23日には江沼郡一帯で、8月13日には同郡菅生口・敷地口で激戦が交わされた。だが9月に教景が没し、翌弘治2年4月ころに休戦・撤兵する。同年に室町幕府13代将軍足利義輝の調停で加賀・越前は和睦したが、その際に本願寺より加賀へ派遣され、朝倉義景と加賀超勝寺の戦争の和睦工作に従事した最中に死亡。和睦に不満を持つ超勝寺顕祐（教芳）による毒殺とされ、加賀光教寺住持顕誓がこの事件を取り上げている。また事件の影響か超勝寺内衆は「火起請」を取られている。